# 郭詠琴
郭詠琴（Elsa Kwok Wing Kum，1976年8月8日—），廣東潮陽人，香港新聞從業員，曾是服務香港两家免费电视台新闻记者和主播，現為香港城市大學媒體與傳播系兼任講師。
郭詠琴曾就讀於何明華會督銀禧中學，畢業於香港樹仁大學新聞及傳播學系，先後任職《香港商報》《文匯報》及《香港經濟日報》。
郭詠琴於2001年加入亞視新聞任職港聞記者，亦兼任財經記者和主播，亦是RoadShow第一代新聞主持人，擔當一周新聞摘要編輯及節目主持，當時被喻為最有前途女主播。2004年起擔任Now TV與亞視合作的24小時新聞台主播，更被東周刊封面選為五大身價女主播。2005年9月，郭詠琴轉職無綫新聞擔任高級記者，並兼任主播至2010年，當時主要採訪房屋規劃及政治新聞並長時間主持《六點半新聞報道》，其後獲晉升為首席主播及記者。
2010年8月26日起兼任星期一至五《晚間新聞》的替更主播，她首次在無綫新聞改革後擔任此時段的主播。
2010年12月31日，郭詠琴最後一天在無綫工作。當日《六點半新聞報道》及《七點新聞報道》結束時，與一般做法有別，由女主播說出「新聞報道完，再會」一句（吳雪文離開無綫前亦有該特別做法），同時加入新年祝賀「祝大家新年進步，勇往向前」。晚上，郭詠琴於銅鑼灣時代廣場採訪除夕倒數慶祝活動，於當晚《晚間新聞》的直播報道中最後亮相。
2011年1月1日，郭詠琴離開無綫新聞部。2月23日她在個人微博中發布一張照片并表示這張為工作照，照片的背景為市區重建局，現職市區重建局高級社區發展經理。郭詠琴離開新聞界之後積極參與社會事務，在個人微博中透露，擔任客席導師教授新聞採訪及報導技巧，她接受潮聲衛視訪問時表示，經常到各學校演講分享工作經驗，希望培育後輩，將所學貢獻社會。
2015年11月，郭詠琴離開市區重建局，同年12月成為KWK Asia Limited公關公司總監，亦加入香港城市大學媒體與傳播系擔任兼任講師至今。
2018年8月，郭詠琴加入亞洲電視數碼媒體出任公共關係暨業務拓展總監，翌年轉職至友邦保險並繼續從事公關工作。

## 無綫《大事回顧》主持
- 2006年夥拍李臻主持《2006香港大事回顧》。（此為郭詠琴首次主持《大事回顧》系列，接替當時已經離職的趙海珠。）
- 2007年夥拍許方輝主持《2007香港大事回顧》。
- 2008年再度夥拍許方輝主持《2008大事回顧 香港·風雲變》。
- 2009年主持《2009國際大事回顧》
- 2010年主持《2010國際大事回顧》

## 《拾年》專訪
2007年，郭詠琴與李家文於無綫電視香港主權移交十週年專題節目拾年中接受專訪，表示她們對母校香港樹仁大學的感謝。

## 外部連結
- 郭詠琴的新浪微博
- 郭詠琴的Instagram帳戶